# Billy Chow
Billy Chow, de son vrai nom Chow Bei-lei (周比利, né le 24 mai 1958), aussi crédité sous le nom de Billy Chau, est un acteur, kickboxeur, artiste martial et entrepreneur hongkongais, également praticien de boxe et de muay thai. Ancien champion du monde WCA poids super mi-moyens de kickboxing, Chow est peut-être surtout connu du grand public pour son rôle du général Fujita dans Fist of Legend (1994) et pour celui de Wong dans Tai Chi Boxer (en) (1996).

## Biographie

### Carrière dans les sports de combat
Dans les années 1980, Chow est champion du monde WCA poids super mi-moyens de kickboxing de 1984 à 1986. Il fait son dernier combat le 20 novembre 2007 lors duquel il perd sur décision contre le boxeur thaïlandais Akarn Sanehha.

### Carrière au cinéma
Chow a un premier rôle significatif au cinéma avec celui d'un soldat d'élite dans Eastern Condors (1987) aux côtés de Sammo Hung, Yuen Biao et Yuen Woo-ping. Il joue les voyous dans deux films de Jackie Chan : Dragons Forever (1988), et Big Brother (1989).
Dans les années 1990, il apparaît dans trois films de Jet Li : Fist of Legend (1994) dans le rôle du général Fujita, Meltdown, terreur à Hong Kong (1995) dans le rôle de Kong, et Dr. Wai (1996) dans le rôle du garde de l'ambassade du Japon. Il joue le frère de Tigre de jade dans Iron Monkey 2 (en) (1995) aux côtés de Donnie Yen et de Wong dans Tai Chi Boxer (en) (1996) aux côtés de Jacky Wu.

### De nos jours
Le 26 août 2006, il se retire du cinéma à l'âge de 48 ans après son dernier film, Dragon in Fury (2004).
Il entraîne actuellement de jeunes boxeurs à la salle Billy's Gym à Hong Kong et au Frank Lee's Muay Thai à Edmonton au Canada.

## Filmographie
- Winner Takes All (1984)
- City Hero (1985)
- Eastern Condors (1987)
- Her Vengeance (1988)
- Dragons Forever (1988)
- Paper Marriage (1988)
- Pedicab Driver (1989)
- Big Brother (1989)
- Into the Fire (1989)
- Blonde Fury (1989)
- When Fortune Smiles (1990)
- Triad Story (1990)
- Middle Man (1990)
- Magic Cop (1990)
- Licence to Steal (1990)
- Touch and Go (1991)
- Robotrix (1991)
- Queen's High (1991)
- The Gambling Ghost (1991)
- All Mighty Gambler (1991)
- Wizard's Curse (1992)
- Secret Police (1992)
- Kickboxer's Tears (1992)
- Escape from Brothel (1992)
- Beauty Investigator (1992)
- The Street Car Named Desire (1993)
- Future Cops (1993)
- Il était une fois en Chine 4 : La Danse du dragon (1993)
- Bloodshed in Nightery (1993)
- Romance of the Vampire (1994)
- Rock on Fire (1994)
- Out Bound Killing (1994)
- My Friend Roy (1994)
- Gambling Baron (1994)
- Fist of Legend (1994)
- Tough Beauty and the Sloppy Slop (1995)
- Iron Monkey 2 (1995)
- Meltdown, terreur à Hong Kong (1995)
- Yes Madam 5 (1996)
- Horrible High Heels (1996)
- Dr. Wai (1996)
- Tai Chi Boxer (1996)
- Another Chinese Cop (1996)
- 18 Shaolin Golden Boy (1996)
- Tough Guy (1997)
- Tiger Angels (1997)
- Super Cops (1997)
- Crazy Mission (1997)
- New Mad Mission (1997)
- Young and Dangerous 5 (1998)
- Roller Blade Killer (1998)
- Fatal Desire (1998)
- Death Games (1998)
- The Wanted Convict (1999)
- Undercover Girls (1999)
- City of Darkness (1999)
- Unbeatables (2000)
- Stand in Between (2000)
- The King Boxer (2000)
- Gei Xiao Jie Bao Biao (2000)
- Mabangis na Lungsod (2000)
- Camouflage (2000)
- Vampire Hunter D: Bloodlust (2000)
- Dragon the Master (2002)
- Star Runner (2003)
- Xiao Tai Ji (2003)
- Hero Youngster (2003)
- Roaring Dragon, Bluffing Tiger (2003)
- Dragon in Fury (2004)